# Trichogramma diazi
Trichogramma diazi is een vliesvleugelig insect uit de familie Trichogrammatidae. De wetenschappelijke naam is voor het eerst geldig gepubliceerd in 2003 door Velásquez de Rios & Terán.